# Onthophagus somalicola
Onthophagus somalicola là một loài bọ cánh cứng trong họ Bọ hung (Scarabaeidae).